# Дефект маси

Енергія зв'язку поширених ізотопів у розрахунку на один нуклон

Дефе́кт ма́си — різниця між масою спокою атомного ядра даного ізотопу, вираженої в атомних одиницях маси, і сумою мас спокою складових його нуклонів (масовим числом). Позначається {\displaystyle \Delta m}.
Згідно із формулою Ейнштейна дефект маси і енергія зв'язку нуклонів в ядрі
еквівалентні:
{\displaystyle \Delta E=\Delta mc^{2}}
де с — швидкість світла у вакуумі.
Дефект маси характеризує стійкість ядра.
Дефект маси, віднесений до одного нуклона, називається пакувальним множником.

## Фізична природа та значення
Дефект маси виникає внаслідок притягання між нуклонами у ядрі завдяки сильній взаємодії. Він найбільший для ядер у середині періодичної таблиці (як видно з наведеного рисунка) та зменшується при збільшенні атомного номера елемента. Завдяки цьому поділу важких елементів, наприклад, урану або плутонію, вивільняється енергія. З другого боку, як видно з рисунка, енергію можна отримати також при утворенні ядра гелію з ядер водню. Такий процес називається ядерним синтезом. Він є джерелом енергії зірок.